# Cumella hispida
Cumella hispida är en kräftdjursart som beskrevs av William Thomas Calman 1911. Cumella hispida ingår i släktet Cumella och familjen Nannastacidae. Inga underarter finns listade i Catalogue of Life.